# دیه‌گو روسی
دیه‌گو مارتین روسی ماراچلیان (اسپانیایی: Diego Martin Rossi Marachlian‎؛ زادهٔ ۵ مارس ۱۹۹۸) بازیکن فوتبال ارمنی‌تبار اهل اروگوئه است.

## باشگاهی
از باشگاه‌هایی که در آن بازی کرده‌است می‌توان به پنیارول و لس آنجلس اف‌سی اشاره کرد.

## تیم ملی
وی همچنین در تیم‌های ملی فوتبال زیر ۱۷ سال اروگونه و زیر ۲۰ سال اروگونه بازی کرده‌است.